# یالچین آیهان
یالچین آیهان (انگلیسی: Yalçın Ayhan؛ زادهٔ ۱ مهٔ ۱۹۸۲) بازیکن فوتبال اهل ترکیه است.
از باشگاه‌هایی که در آن بازی کرده‌است می‌توان به باشگاه فوتبال قاسم‌پاشا اسپور، باشگاه ورزشی کایسری ارجیسپور، باشگاه فوتبال آنتالیااسپور، باشگاه فوتبال غازی عینتاب‌اسپور، باشگاه فوتبال گالاتاسرای، باشگاه فوتبال مانیسااسپور، باشگاه فوتبال استانبول باشاک‌شهر، باشگاه ورزشی ساکاریاسپور، باشگاه ورزشی استانبول‌اسپور، و باشگاه فوتبال اردواسپور اشاره کرد.
وی همچنین در تیم ملی فوتبال Turkey A2 بازی کرده‌است.